# ریزکی جونیانسیا
ریزکی جونیانسیا (انگلیسی: Rizki Juniansyah; ۱۷ ژوئن ۲۰۰۳) وزنه‌بردار اهل اندونزی است.او در دسته ۷۳ کیلوگرم المپیک پاریس صاحب مدال طلا شد.
وی در مسابقات کشوری و بین‌المللی در مجموع برندهٔ ۱ مدال طلا، ۱ مدال نقره شده‌است.